# Epidemiologia della meningite in Italia
La meningite in Italia ha un'incidenza annua di circa 23 casi per milione di abitanti.
In Italia ogni anno si registrano globalmente più di mille casi di meningite, con circa una ventina di decessi. Le meningiti batteriche, seppur meno diffuse, hanno maggiore letalità (10-23% nei soggetti sottoposti a terapia, ma raggiunge il 50% in assenza di terapia).
Maggiormente colpiti da meningite batterica risultano i bambini, soprattutto nella fascia 0-4 anni.
La diffusione della malattia avviene generalmente tramite scoppio di piccoli focolai che vengono generalmente circoscritti in breve tempo, ma ottengono comunque notevole risalto mediatico.

## Storia
I primi dati disponibili sulla diffusione della meningite sul territorio italiano risalgono al 1915, anno in cui venne resa obbligatoria da parte dei medici la notifica dei singoli casi. Analizzando le tavole di mortalità nel corso degli anni si rendono evidenti tre picchi di maggiore letalità della malattia: i primi due sono presumibilmente connessi con lo scoppio dei due conflitti mondiali, in quanto si verificarono durante il quadriennio 1915-1918 e tra il 1939 e il 1943, mentre il terzo avvenne successivamente tra il 1968 e il 1972.
L'uso costante dei sulfamidici come approccio terapeutico ha alla lunga creato sul territorio delle resistenze verso questa categoria di antibiotici nella popolazione batterica: a partire dalla metà degli anni '80 si è assistito tuttavia ad uno spostamento delle resistenze che ora si sono concentrate verso la rifampicina e in misura minore verso la ciprofloxacina.

## Agenti eziologici

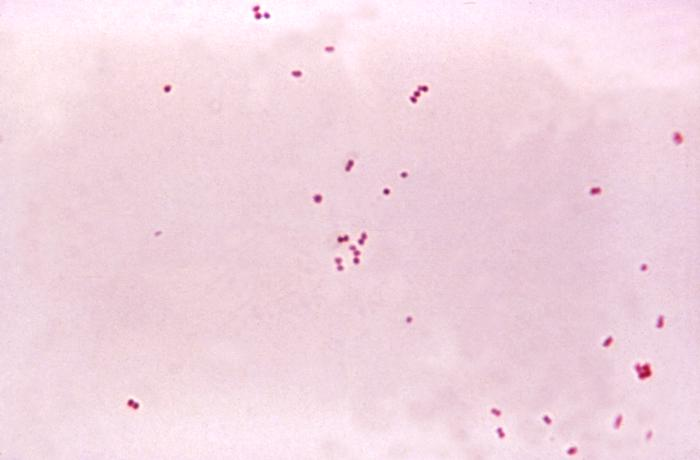
Microfotografia del batterio Neisseria meningitidis, conosciuto anche come meningococco, uno dei più frequenti agenti eziologici della meningite in Italia.

La maggior parte dei casi di meningite -circa la metà- su territorio italiano è attribuibile a infezioni virali, che hanno generalmente prognosi benigna.
La percentuale maggiore dei casi di meningite batterica è dovuta allo pneumococco e al meningococco e, nei bambini fino ai 5 anni, all'Haemophilus influenzae. I casi residui sono dovuti ad altri batteri (stafilococchi, streptococchi, listeria, micobatteri, Escherichia coli). 
La meningite da meningococco in Italia ha un'incidenza minore rispetto alla media europea: circa 3-5 casi/milione di abitanti (200-300 casi/anno) contro una media europea di 12 casi/milione. La maggior parte dei casi di malattia da meningococco sono causati da sierogruppi B e C: il sierogruppo B risulta attualmente quello maggiormente diffuso, mentre il sierogruppo C seppur relativamente meno comune presenta tuttavia il maggior tasso di letalità (23%). 
I principali agenti eziologici virali comprendono enterovirus (il patogeno virale più diffuso), herpesvirus, virus dell’influenza. Le meningiti legate ai miceti (come il cryptococcus) sono assai meno diffuse rispetto a tutte le altre, e tendono a colpire soprattutto soggetti immunodepressi. 

## Sorveglianza e prevenzione
È stato solo a partire dal 1994 che il Ministero della Salute ha introdotto un sistema di sorveglianza nazionale per ottenere dati sull'incidenza delle meningiti batteriche e i loro agenti causali. Come conseguenza vi è stato un incremento notevole, di anno in anno, della segnalazione di casi di meningite e in particolare di meningiti sostenute da Haemophilus influenzae di tipo b (Hib), con il raggiungimento di un picco, nel 1999, di 1 057 casi di meningite, poi ridottosi negli anni successivi grazie al diffondersi della vaccinazione contro Hib, destinata ai bambini nel primo anno di vita.
Per contrastare la comparsa ciclica di focolai di meningite batterica, e considerata l'elevata letalità della patologia, le autorità italiane hanno implementato un piano di vaccinazione pubblica contro i principali batteri che causano meningite.
Attualmente in Italia il calendario vaccinale prevede una vaccinazione obbligatoria per l'Haemophilus influenzae di tipo B, da effettuarsi tramite somministrazione di tre dosi nel primo anno di vita.
La vaccinazione contro i vari sierogruppi di meningococco è invece facoltativa, ma fortemente consigliata. Il piano nazionale permette la vaccinazione contro il meningococco B tramite 3 or 4 somministrazioni da effettuarsi nel primo anno di vita. La vaccinazione contro il meningococco C può avvenire nel secondo anno di vita, con somministrazione in singola dose (questa formulazione risulta peraltro la più utilizzata sul territorio nazionale). Il vaccino coniugato tetravalente ACWY135 può invece essere effettuato in età adolescenziale, sempre in singola dose.
L'attuazione del piano vaccinale ha determinato una modificazione nella prevalenza dei vari sierogruppi. Il meningococco B risultava quello prevalente nel periodo compreso tra il 1994 e il 2003, anno in cui venne superato dal meningococco C, i cui casi erano iniziati ad aumentare a partire dal 2000 raggiungendo un picco nel biennio 2004-2005, salvo poi calare a partire dal 2006 a seguito dell'aumento della copertura vaccinale specifica verso tale sierogruppo (e tornando a rendere il sierogruppo B, come precedentemente accennato, quello attualmente prevalente).